# Tukan bledohrdlý
Tukan bledohrdlý (Ramphastos tucanus) je velký pták z čeledi tukanovitých z rodu Ramphastos.

## Výskyt
Najdeme jej v celé Amazonii, v jihovýchodní Kolumbii, východním Ekvádoru, východní Peru, severní Bolívii, jižní a východní Venezuele a severní a západní Brazílii. Obývá rozsáhlé zalesněné plochy a nejvyšší patra lesů, málokdy slétává až k zemi. Tito ptáci obvykle žijí samostatně nebo ve dvojicích.

## Taxonomie
Tukan bledohrdlý má dva poddruhy:
- Ramphastos tucanus tucanus
- Ramphastos tucanus cuvieri

Tyto poddruhy se mezi sebou často kříží a to jak ve volné přírodě, tak v chovatelství. Existuje ještě poddruh Ramphastos tucanus inca, jeho zařazení je ale sporné.

## Vzhled

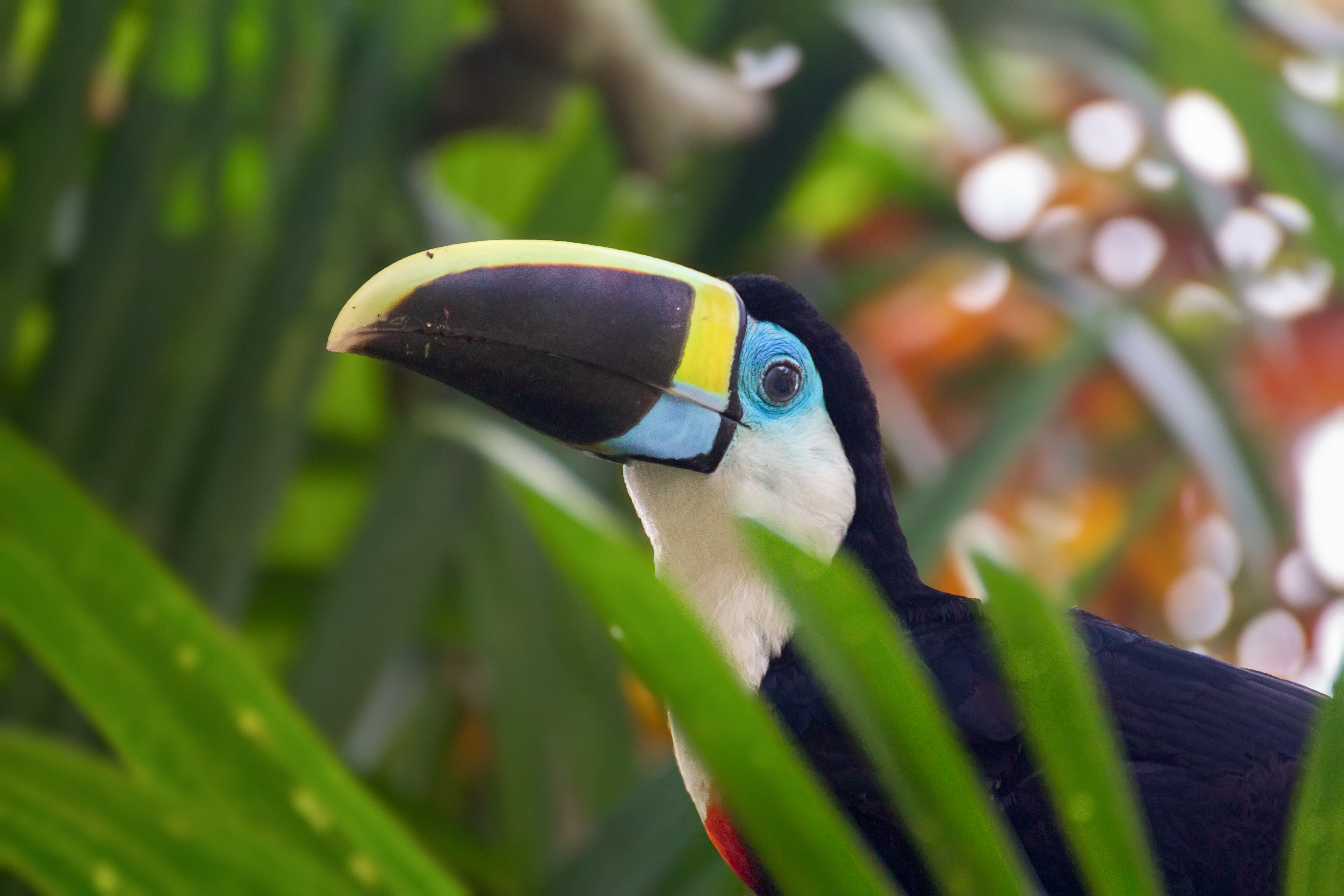

Stejně jako ostatní tukanovití, tukan bledohrdlý má jedinečné zbarvení i charakteristický dlouhý zobák. Má celkovou délku 50 až 61 cm. Hmotnost je individuální, u dospělých ptáků se pohybuje v rozmezí 425 až 830 gramů. Samci jsou o něco těžší, jejich průměrná hmotnost je 642 g, zatímco u samic je průměr 580 g. Tukan bledohrdlý je se svojí velikostí a vahou druhý nejtěžší pták z čeledi tukanovitých. Větší je jen tukan obrovský.
Má černé a bílé peří na krku a prsou, které je ohraničené úzkou červenou čarou. Záda jsou leskle černá, stejně tak boky a břicho. Holá kůže kolem očí je světle modrá, stejně jako spodní část zobáku. Samci mají obecně větší zobák než samice, mimo to u těchto ptáků ale není příliš výrazný pohlavní dimorfismus.
Je lehko zaměnitelný s tukanem bělolícím, který je známý také jako tukan vrubozobý.

## Hnízdění a potrava
Hnízdění probíhá v různá období, nejčastěji v březnu. 2 - 4 čistě bílá vejce jsou snesena do nevyztužené dutiny vysoko na stromě. Vejce jsou inkubována po dobu 14 - 15 dní a když se vylíhnou, jsou holí a slepí. Jsou krmena oběma rodiči a opeří se do šesti týdnů. Rodiče pokračují v krmení mladistvých i několik týdnů poté, co se naučí létat.
Tukani bledohrdlí se živí, stejně jako jiní tukani, ovocem, bobulemi, hmyzem a malými obratlovci, jako jsou žáby a ještěrky.